# Mister Global 2018
Mister Global 2018 fue la 5.ª edición del certamen Mister Global, correspondiente al año 2018, se realizó el 22 de julio en el Mambo Cabaret Show, en la ciudad de Bangkok, Tailandia. Candidatos de 38 países y territorios autónomos compitieron por el título. Al final del evento, Pedro Gicca Mister Global 2017 de Brasil, entregó el título a Darío Duque de Estados Unidos como su sucesor.

## Resultados
| Posiciones              | Candidato |
| ----------------------- | --- |
| Mister Global 2018      | - Estados Unidos — Darío Duque |
| Primer Finalista        | - Egipto — Ahmed Lasheen |
| Segundo Finalista       | - Polonia — Jakub Kucner |
| Tercer Finalista        | - Sudáfrica — Dwayne Geldenhuis |
| Cuarto Finalista        | - Tailandia — Staporn Moollisan |
| Semifinalistas (Top 16) | - Albania — David Qenanaj - Alemania — Jan Laskowski - Brasil — Júnior Garcia - Corea del Sur — Kang Doo Hyung - Etiopía — Abdulfetha Ali - Filipinas — Kristian Sarmiento ∆ - Hong Kong — Vincent Lau - Puerto Rico — Engel García - República Dominicana — Frainy Figueroa - Venezuela — Christian Nunes - Vietnam — Mạc Trung Kiên |

- ∆ Votado por el público de todo el Mundo vía Internet para completar el cuadro de 16 cuartofinalistas.

## Relevancia histórica del concurso

### Resultados
- Estados Unidos gana por primera vez Mister Global.
- Egipto obtiene la posición de primer finalista por primera vez.
- Polonia obtiene la posición de segundo finalista por primera vez.
- Sudáfrica obtiene la posición de tercer finalista por segundo año consecutivo.
- Tailandia obtiene la posición de cuarto finalista por primera vez.
- Filipinas clasifica por quinto año consecutivo.
- Brasil y Puerto Rico clasifican por cuarto año consecutivo.
- Corea clasifican por tercer año consecutivo
- Sudáfrica y Vietnam clasifican por segundo año consecutivo.
- Albania, Alemania, Egipto, Etiopía,  Hong Kong, Polonia y República Dominicana clasifican por primera vez en la historia del concurso.
- Estados Unidos y Tailandia clasificaron por última vez en 2016.
- Venezuela clasificó por última vez en 2015.
- Indonesia y Myanmar rompen una racha de clasificaciones consecutivas que mantenían desde 2014.
- Malasia rompe una racha de clasificaciones consecutivas que mantenía desde 2015.
- España e India rompen una racha de clasificaciones consecutivas que mantenía desde 2016.

## Premios especiales
| Título             | Candidato                         |
| ------------------ | --------------------------------- |
| Mister Simpatia    | - Afganistán — Hamid Noor         |
| Mister Fotogenico  | - Suiza - Betim Morina            |
| Mister Popularidad | - Filipinas — Kristian Sarmiento  |
| Mister Físico      | - Corea del Sur — Kang Doo Hyung  |
| Mister Sonrisa     | - Dinamarca — Marcus Jørgensen    |
| Mejor Traje típico | - Indonesia — Hafizh Ragah        |
| Mejor Modelo       | - Vietnam — Mạc Trung Kiên        |
| Mejor Talento      | - Países Bajos — Roel van der Bas |

## Candidatos
38 países compitieron por el título de Mister Global 2018:
| - Afganistán — Hamid Zimmermann Noor - Albania — David Qenanaj - Alemania — Jan Laskowski - Brasil — Júnior García - Camboya — Dy Vanda - Chile — Ítalo Robles - Corea del Sur — Kang Doo-hyung - Dinamarca — Marcus Rosenberg Jørgensen - Egipto — Ahmed Lasheen - España — Fabián Pérez - Estados Unidos — Dario Duque Mena - Etiopía — Abdulfetha Ali Hasen - Filipinas — Kristian Nanadiego Sarmiento - Guam — Adam Suharto - Hong Kong — Vincent Lau - India — Dhwrwm Khungur Swargiary - Indonesia — Muhammad Hafizh Ragah - Kazajistán — Bulat Muralbetov - Malasia — Hafiz “Izz” Yusof | - Martinica — François-Xavier Hérard - México — Antonio Merchant - Nepal — Prakash Shah - Países Bajos — Roel van der Bas - Pakistán — Raffay Khan - Perú — Pedro Calderón - Polonia — Jakub Kucner - Portugal — Fernando Neves - Puerto Rico — Engel García - República Checa — Michal Žůrek - República Dominicana — Frainy Figueroa - Singapur — Dhillon Poh - Sri Lanka — Sachin Witharana - Sudáfrica — Dwayne Jeremy Geldenhuis - Suiza — Betim Morina - Tailandia — Staporn Moollisan - Tíbet — Tenzin Nyima - Venezuela — Christian Nunes - Vietnam — Mac Trung Kien |

## Sobre los países en Mister Global 2018

### Naciones debutantes
- Afganistán
- Albania
- Alemania
- Dinamarca
- Etiopía
- Hong Kong
- Martinica
- México
- Pakistán
- Polonia
- Portugal
- Suiza
- Tíbet

### Naciones que regresan la competencia
Compitieron por última vez en 2016:
- Estados Unidos
- Guam
- Nepal
- Países Bajos
- República Dominicana

Compitieron por última vez en 2015:
- Camboya
- Venezuela

### Naciones retiradas
- Bangladés
- Canadá
- Chile
- Inglaterra
- Irak
- Japón
- Letonia
- Myanmar
- Panamá
- Rusia
- Suiza
- Tayikistán